# 土居村 (愛媛県東宇和郡)
土居村（どいむら）は、1954年（昭和29年）まで愛媛県東宇和郡にあった村であり、現在の西予市の東部、肱川の支流の一つ黒瀬川の支流の三滝川流域の農山村である。昭和の合併でいったん黒瀬川村、のちに改名・町制施行し城川町、さらに平成の合併で西予市となり、現在に至っている。

## 地理
現在の西予市の東部。三滝川の流域。集落は川沿いの街道筋に点在している。三滝川を遡ると大茅峠で高知県檮原と接する。嘉喜尾は台地や山腹を切り開いて集落が形成されているが、他のほとんどは河岸段丘上に農地が開かれ、集落も点在している。大字土居には街道筋に小規模ながら町並みを形成している。
地名の由来
　戦国時代末期に土地の豪族甲之森城主永山氏の家臣に土居左太郎という名の者がいたという。

## 歴史
中世
- 甲之森城を中心に付近に三滝、大番、鎧ガ淵、白岩、猿ケ森、白石の支城が築かれていた。

藩政期
- 宇和島藩領。山奥組周智郷に属する。

明治以降
- 1889年（明治22年） 12月15日- 町村制・市制施行時に、土居（どい）、窪野（くぼの）、古市（ふるいち）、嘉喜尾（かぎお）の4箇村の合併により土居村となる。
- 1922年（大正11年） - 小作争議。
- 1954年（昭和29年） 3月31日 - 遊子川村、高川村、魚成村の3箇村との合併により黒瀬川村となる。

```
土居村の系譜
（町村制実施以前の村）　（明治期）　　　　　　（昭和の合併）　　　　　　　　　　　　（平成の合併）
　　　　　　　　　　　　町村制施行時
土居━━━━━┓
窪野━━━━━╋━━━━土居村━━━━━━━┓
古市━━━━━┫　　　　　　　　　　　　　　┃昭和29年3月31日　昭和34年4月1日
嘉喜尾━━━━┛　　　　　　　　　　　　　　┃　　合併　　　　　　町制施行
　　　　　　　　　　　遊子川村━━━━━━━╋━黒瀬川村━━━━━城川町━━━━━┓
　　　　　　　　　　　　高川村━━━━━━━┫　　　　　　　　　　　　　　　　　　┃
　　　　　　　　　　　　魚成村━━━━━━━┛　　　　　　　　　　　　　　　　　　┃平成16年4月1日
　　　　　　　　　　　　　　　　　　　　　　　　　　　　　　　　　　　　　　　　　┣西予市
　　　　　　　　　　　　　　　　　　　　　　　　　　　　　　　　　明浜町━━━━━┫
　　　　　　　　　　　　　　　　　　　　　　　　　　　　　　　　　宇和町━━━━━┫
　　　　　　　　　　　　　　　　　　　　　　　　　　　　　　　　　野村町━━━━━┫
　　　　　　　　　　　　　　　　　　　　　　　　　　　　　　　　　三瓶町━━━━━┛

（注記）遊子川村等の旧村の合併前の状況、及び明浜町以下の昭和の合併以前の系譜はそれぞれの記事を参照のこと。

```

## 地域
明治の町村制施行以前の村である土居、窪野、古市、嘉喜尾の4箇村がそのまま土居村の大字となり、これらの大字名は城川町成立後も継承された。西予市になってからの住所の表記は「大字」を省く（例: 西予市城川町土居）。

## 行政
役場
大字土居に置かれていた。黒瀬川村になっても1957年（昭和32年）に新庁舎が嘉喜尾に落成するまで大字土居に黒瀬川村役場があった。

## 産業
農業
米、茶、栗などを産した。

## 交通
村内には鉄道はない。なお、大正年間には大洲から肱川を南に遡って当村から日吉へ、さらに宇和島へと抜ける国鉄104号線開通促進運動が行なわれたが今日に至るも実現をみていない。その後、道路建設へと運動方針を転換した。

## 民俗
- 三島神社の御田植祭（どろんこ祭り）